# マット・トッド
マット・トッド（Matt Todd、1988年3月24日 - ）は、ニュージーランドの元ラグビー選手。

## プロフィール
- ニュージーランド・クライストチャーチ出身。
- 現役時代のポジションはフランカー (FL)。
- 身長: 185 cm、体重: 104 kg
- ニュージーランド代表通算キャップ数は25でラグビーワールドカップ2019のニュージーランド代表に選ばれた[1]。
- バーバリアンズに選ばれたことがある[2]。

## 略歴
クライストチャーチボーイズ高校、クルセイダーズ を経て、2018年、パナソニック ワイルドナイツ(現・埼玉パナソニックワイルドナイツ)に加入。同年8月31日に行われたジャパンラグビートップリーグ第1節のクボタスピアーズ戦にて先発出場で日本での公式戦初出場を果たす。
NZ代表には2013年に初選出され、6月22日のフランス代表戦にて初キャップを獲得。その後は2015～2019年に選出され、ワールドカップには2019年日本大会の4試合に出場した。
2019年、東芝ブレイブルーパス (現・東芝ブレイブルーパス東京)に加入。
2023年、現役を引退してクルセイダーズのコーチに就任。

## 受賞歴

### ジャパンラグビーリーグワン
- 2022リーグワンベスト15(FL)